# Clusia studartiana
Clusia studartiana är en tvåhjärtbladig växtart som beskrevs av C.M. Vieira och A.G. da Silva. Clusia studartiana ingår i släktet Clusia och familjen Clusiaceae. Inga underarter finns listade i Catalogue of Life.